# 陈十一
陈十一（1956年10月1日—），男，汉族，浙江台州人，中国物理学家，中国科学院院士，南方科技大学讲席教授。

## 生平
1981年毕业于浙江大学力学系专业，1984年、1987年分获北京大学硕士、博士学位。
1997年至2005年，历任洛斯阿拉莫斯国家实验室非线性研究中心副主任，约翰霍普金斯大学机械工程系主任。2005年至2015年1月，历任北京大学工学院创院院长、北京大学研究生院院长、北京大学副校长、北京大学深圳研究生院院长。2013年，被选为全国人大代表，同年获选为中国科学院院士。2014年2月21日，欧美同学会·中国留学人员联谊会第七届理事会第一次会议召开，选举其出任第七届理事会副会长。
2015年1月，任南方科技大学第二任校长，2020年11月卸任。
2022年10月，出任东方理工高等研究院院长。